# Wiktoria Filus
Wiktoria Filus, est une actrice polonaise, née le 10 septembre 1994 à Cracovie (Pologne).

## Biographie
Wiktoria est née le 10 septembre 1994 à Cracovie (Pologne).
Elle commence sa carrière sous le patronyme Stachowicz avant d'être diplômée du département de théâtre de l'école nationale du cinéma, de la télévision et du théâtre Leon-Schiller de Łódź, en 2020.
Elle est également Mannequin.

## Filmographie

### Cinéma
- 2017 : Reakcja łańcuchowa de Jakub Pączek : Asia
- 2019 : Nic nie ginie de Kalina Alabrudzinska : Maja
- 2020 : Le Goût de la haine de Jan Komasa : Une bénévole
- 2020 : Sweat de Magnus von Horn : Zozia
- 2021 : Belle d'automne de Katarzyna Klimkiewicz : Nina, la secrétaire
- 2022 : Elephant de Kamil Krawczycki : Daria

### Télévision
- 2017 : Belfer : Pinezka (2 épisodes)
- 2019 : Rodzinka.pl : Une fille (1 épisode)
- 2020 : Dans les bois : Laura Goldsztajn, adolescente (6 épisodes)
- 2020 : Usta Usta : Sara Eichental (4 épisodes)
- 2022 : Elles brillent (Brokat) : Pola (10 épisodes)